# Forrest City
Forrest City is een plaats (city) in de Amerikaanse staat Arkansas, en valt bestuurlijk gezien onder St. Francis County.

## Demografie
Bij de volkstelling in 2000 werd het aantal inwoners vastgesteld op 14.774.
In 2006 is het aantal inwoners door het United States Census Bureau geschat op 13.831, een daling van 943 (-6.4%).

## Geografie
Volgens het United States Census Bureau beslaat de plaats een oppervlakte van
42,2 km², waarvan 42,1 km² land en 0,1 km² water. Forrest City ligt op ongeveer 73 m boven zeeniveau.

## Plaatsen in de nabije omgeving
De onderstaande figuur toont nabijgelegen plaatsen in een straal van 16 km rond Forrest City.